# Thomas Ligonnet
Thomas Ligonnet (ur. w 1973) – francuski snowboardzista. Nie startował na igrzyskach olimpijskich ani na mistrzostwach świata w snowboardzie. Najlepsze wyniki w Pucharze Świata w snowboardzie osiągnął w sezonie 1999/2000, kiedy to zajął 45. miejsce w klasyfikacji generalnej, a w klasyfikacji snowcrossu był ósmy.

## Sukcesy

### Puchar Świata

#### Miejsca w klasyfikacji generalnej
- 1999/2000 - 45.
- 2000/2001 - 79.

#### Miejsca na podium
1. Gstaad – 20 stycznia 2000 (Snowcross) - 3. miejsce
2. Ischgl – 6 lutego 2000 (Snowcross) - 3. miejsce